# 빅토르 트레구보프
빅토르 니콜라예비치 트레구보프(러시아어: Виктор Николаевич Трегубов, 1965년 4월 13일 ~ )는 러시아의 역도 선수로 올림픽과 세계 선수권 대회에서 우승하였다.
그는 1992년 바르셀로나 올림픽에서 퍼스트헤비급 부문의 금메달을 획득하였다.